# Sunbury (Ohio)
Sunbury es una villa ubicada en el condado de Delaware en el estado estadounidense de Ohio. En el Censo de 2010 tenía una población de 4389 habitantes y una densidad poblacional de 514,14 personas por km².

## Geografía
Sunbury se encuentra ubicada en las coordenadas 40°14′54″N 82°51′55″O / 40.24833, -82.86528. Según la Oficina del Censo de los Estados Unidos, Sunbury tiene una superficie total de 8.54 km², de la cual 8.49 km² corresponden a tierra firme y (0.55%) 0.05 km² es agua.

## Demografía
Según el censo de 2010, había 4389 personas residiendo en Sunbury. La densidad de población era de 514,14 hab./km². De los 4389 habitantes, Sunbury estaba compuesto por el 95.22% blancos, el 1.14% eran afroamericanos, el 0.16% eran amerindios, el 1.07% eran asiáticos, el 0.11% eran isleños del Pacífico, el 0.8% eran de otras razas y el 1.5% pertenecían a dos o más razas. Del total de la población el 1.71% eran hispanos o latinos de cualquier raza.